# Saison 2 de New York, section criminelle
Chronologie
Saison 1 Saison 3
Cet article présente la deuxième saison de la série policière New York, section criminelle.

## Synopsis de la saison
Cette série met en scène une unité d'élite chargée d'enquêter sur des meurtres extrêmement violents en cernant la psychologie des meurtriers.

## Distribution
- Vincent D'Onofrio : inspecteur Robert Goren
- Kathryn Erbe : inspecteur Alexandra Eames
- Jamey Sheridan : capitaine James Deakins
- Courtney B. Vance : substitut du procureur Ron Carver

## Liste des épisodes

### Épisode 1:Morts sur commande
- États-Unis : 29 septembre 2002 sur NBC
- France : 6 septembre 2003 sur TF1

- Leslie Hendrix (Dr Elizabeth Rodgers)
- Jay O. Sanders (Harry Rowan)
- Armando Riesco (en) (Scott "Scotty" Calderon)
- Bob Ader (Lawrence Auerbach)
- Tina Benko (Susan Rowan)
- L.J. Bologna (Harry Rowan Jr)
- Louis Butelli (Technicien de la police scientifique)
- Magaly Colimon (Ella)
- Emilio Del Pozo (M. Riviera)
- Jim Gaffigan (Russell Matthews)
- Patrick Garner (Douglas "Doug" Hagman)

### Épisode 2:Le Petit génie
- États-Unis : 29 septembre 2002 sur NBC
- France : 6 octobre 2002 sur TF1

- Liam Aiken (Robbie Bishop)
- Jen Albano (Joan Kulik)
- Charlotte Booker (Mme Rasmussen)
- Joshua Burrow (Adolph Kulik)
- Lisa Eichhorn (Dr Léonard)
- Joe Gonzalez (Inspecteur Genaro)
- Tim Guinee (David Bishop)
- John Hillner (Bill Webster)
- James Hindman (Inspecteur Richland)

### Épisode 3:La Chaire est faible
- États-Unis : 13 octobre 2002 sur NBC
- France : 1er décembre 2002 sur TF1

- Pascale Armand (Valérie Goodman)
- Olivia d'Abo (Elizabeth Hitchens / Nicole Wallace)
- Daniel London (Mark Bayley)
- Doug Barron (Hamilton Frisch)
- Philip Bosco (Dr Winthrop)
- Geoffrey Cantor (Ronald Hardin)
- Reg E. Cathey (Roland Sanders)
- Craig Chester (Derek)
- Linda Emond (Christine Fellowes)
- Jason Furlani (Inspecteur Ponds)

### Épisode 4:Loi maritale
- États-Unis : 20 octobre 2002 sur NBC
- France : 15 décembre 2002 sur TF1

- Edward Blanchard (Artie Kahn)
- Isabel Blank (Sara Bonham)
- John Boyle (Bill Stanton)
- Jim Bracchitta (Vince Quitoriano)
- T. Scott Cunningham (Jerry Selwyn)
- Susan Floyd (Linda Bonham)
- Jason Furlani (Agent de police)
- Anney Giobbe (Lori)
- David Marshall Grant (Peter Bonham)
- Liberty Jean (Libraire de la prison)
- Nashawn Kearse (Eric Walters)

### Épisode 5:Meurtre à Chinatown
- États-Unis : 27 octobre 2002 sur NBC
- France : 5 janvier 2003 sur TF1

- Kim Chan (en) (Mr. Hsu)
- Stephen Sable (Pang Ghiangji)
- Harvey Atkin (Juge Alan Ridenour)
- Ross Bickell (Harry Plimpton)
- Evan Carrube (Frankie Mobray)
- Elizabeth Wilson (Lucille Mobray)
- Alexis Chang (Susan Littleton)
- Austin Chang (Stephen Littleton)
- Sean Cullen (II) (Liam Montgomery)
- Erin Dilly (Isabella Gradowcyzk)
- Peter Frechette (en) (Stuart Gaston)
- Michael Hobbs (Houghton)

### Épisode 6:Trafic
- États-Unis : 3 novembre 2002 sur NBC
- France : 19 janvier 2003 sur TF1

- Chris Anderson (Rick Gill)
- Jon Bernthal (Lane Ruddock)
- Richard Bright (Frank Lowell)
- Jon Budinoff (Cale)
- Tyler Bunch (Drew Romney)
- Jonathan Hogan (Révérend Norman Mills)
- J.R. Horne (Dryden)
- Ilana Levine (L'avocate de Miller)
- Deirdre Lovejoy (Penny Halliwell)
- Ray Luetters (M. Miller)
- Uzma Majid (Dr Pashe)
- Dennis T. Pressey (Inspecteur Maynard)
- Felix Solis (Cardenas)
- Scott Sowers (Joel)
- Jack Thyme (Freddie)
- Stephen Tobolowsky (Jim Halliwell)
- Rachel Vasquez (Mélinda DeSantis)
- Jim Ward (Inspecteur Fortelli)
- Paul Wesley (Luke Miller)
- Stuart Zagnit (Lemoyne)

### Épisode 7:Passé troublant
- États-Unis : 10 novembre 2002 sur NBC
- France : 6 septembre 2003 sur TF1

- Ken Abraham (Inspecteur Mooty)
- Siri Baruc (Amanda Davenport)
- Noelle Beck (Tina Davenport)
- Frank Converse (Bill Davenport)
- Tammy Blanchard (Sarah Eldon)
- Merritt Wever (Hannah Price)
- Maddie Corman (Marjorie Whilden)
- Heidi Dippold (Eden Montgomery)
- Suzanne Hevner (Judith McNally)
- Emma Lesser (Lucy Davenport)
- Sig Libowitz (Stan Shatenstein)
- Martha Millan (Jinny Canto)
- Jason Pendergraft (Rick Davenport)
- Andy Powers (Josh Phillips)
- Steven Randazzo (Juge Palladino)
- Liz Rebert (Shari)
- Marisa Redanty (Elizabeth Carr)
- Sloane Shelton (Mme Eldon)
- Brian Smiar (George Eldon)
- Chloé Vedder (Abby)

### Épisode 8:Le Fanatique
- États-Unis : 17 novembre 2002 sur NBC
- France : 2 février 2003 sur TF1

- Reathel Bean (Joe Edwards)
- John Bolger (Agent O'Dell)
- Daniel Breaker (Zach)
- Belle Calaway (Phyllis)
- Andrea Ciannavei (Janey Woods)
- Sam Coppola (II) (Neal Dornan)
- Michael Creo (Inspecteur Sims)
- Kelvin Davis (Agent de la brigade d'intervention)
- Kathleen Doyle (Nancy Dornan)
- Daryl Edwards (Propriétaire du Muslim deli)
- Piter Fattouche (Ali Al-Javad)
- James Ferazzi (Agent de la brigade canine Whitburn)
- Adrianne Frost (Leslie Dornan)
- Dyron Holmes (Technicien de la police scientifique)
- Michelle Hurst (Audrey)
- Michelle Maryk (Journaliste)
- Eddie Pepitone (Homme)
- Manny Perez (Jorge Galvez)
- Eric Rath (Présentateur des informations)
- Mary Shultz (Vera Edwards)
- Donald Silva (Agent Asher)
- Rider Strong (Ethan Edwards)
- Mia Tagano (Technicienne de la police scientifique)
- Waleed Zuaiter (Khalid)

### Épisode 9:Au nom de la famille
- États-Unis : 1er décembre 2002 sur NBC
- France : 16 février 2003 sur TF1

- Peter Appel (Big Louis Bernoff)
- Max Casella (Nicky Ross)
- Miryam Coppersmith (Sharon Sussman)
- Patricia Dunnock (Kelly Sussman)
- Tim Ehrlich (Jordan Susman)
- Ned Eisenberg (Danny Sussman)
- A. Michael Elian (Technicien de la police scientifique)
- Alex Emanuel (Carlos)
- Gerry Goodstein (Roth)
- Ray Iannicelli (Podell)
- Linda Lavin (Ursula Sussman)
- Philip Levy (Myerson)
- Amanda Naughton (Anna Gerrigan)
- Bernadette Penotti (Colette)
- Danny Rutigliano (Inspecteur Jacobs)
- Margot Steinberg (Sylvia Felder)
- KaDee Strickland (Sandi Tortomassi)
- Isa Thomas (Mme Gerrigan)
- Nikki E. Walker (Yolanda Starr Corbin)

### Épisode 10:Meurtre sous influence
- États-Unis : 5 janvier 2003 sur NBC
- France : 13 septembre 2003 sur TF1

- Karen Black (Vera)
- Mark Blum (Dr Philip Oliver)
- Eric Martin Brown (Kevin)
- Sean Dugan (Douglas Morgan)
- Patricia R. Floyd (Dr Rafi)
- Gibson Frazier (Jimmy Connelly)
- Heather Goldenhersh (Roseanne Connelly)
- John Benjamin Hickey (Randall Fuller)
- Julie Lauren (Lena Caruso)
- Graeme Malcolm (Mickey Connelly)
- Cheryl Lynn Nowers (Peggy)
- William Jess Russell (Keppler)
- Richard Shoberg (Dunne)
- Joey Vega (Inspecteur Javier)
- John Viscardi (Barry Cooper)

### Épisode 11:Vols réguliers
- États-Unis : 12 janvier 2003 sur NBC
- France : 16 septembre 2003 sur TF1

- Patricia Ageheim (Lucia HAstings)
- Barry Bradford (Jimmy)
- Jose Pablo Cantillo (Jack Martinez)
- E.J. Carroll (Desmond McCarthy)
- Colleen Clinton (Jenny Sullivan)
- Rich Cooper (Louis Pens)
- John Coughlin (Bill Stuart)
- Michelle Dawson (Liz)
- Timothy Devlin (Agent du FBI Lions)
- Greg Haberny (L'homme de l'équipe)
- Danny Johnson (Walter Tate)
- Joseph LaRocca (Mike)
- Lynne Lipton (Mme Sullivan)
- Thomas Lyons (Drew Luzma)
- Jordan Matter (Inspecteur Warren)
- Yuri Naumkin (Simon)
- Colette O'Connell (Sylvia Broderick)
- Ron Ryan (Ralph Sullivan)
- Lee Tergesen (Keith Ramsey)
- Jim Wisniewski (Josh Drotos)
- Meghan Wolf (Steffi)

### Épisode 12:La Mort en héritage
- États-Unis : 2 février 2003 sur NBC
- France : 17 septembre 2005 sur TF1

- Manny Alfaro (Carlos)
- James A. Baffico (Derwit Cooper)
- Bryan Bratt (Hugo)
- Andrew Cassese (Journaliste #1)
- David Drake (Jason)
- Marian Ebert (Marisol)
- Michael Hayden (Kenneth Reyfeld)
- John Horton (M. Edwards)
- Hal Linden (Ben Turner)
- Colin McPhillamy (Lloyd Prescott)
- Tom O'Rourke (Peter Behrens)
- Nancy Opel (Nina)
- Betty Ouyang (Journaliste #2)
- Judith Roberts (Nan Turner)
- Amy Ryan (Julie Turner)
- Christina Soler (Mercedes)
- Patrick Welsh (Penton)

### Épisode 13:Expériences interdites
- États-Unis : 9 février 2003 sur NBC
- France : 25 octobre 2003 sur TF1

- Heather Aldridge (Marilyn Reese)
- Victor Argo (Esteban Garcia)
- Carolyn Baeumler (Jennifer Alspach)
- David W. Butler (Dr Steven Emerson)
- Hilary Chaplain (Kathy Carson)
- Tom Day (Inspecteur Holt)
- Jeffrey Doornbos (David)
- Peter Jay Fernandez (Cabezas)
- Jack Gilpin (Dr Michael Roland)
- Donnetta Lavinia Grays (Emily LeCroix)
- Rose Gregorio (Lupe Garcia)
- Seth Jones (Norman Bosgang)
- Clayton Lebouef (Reggie Barker)
- Carol Morley (Patricia Reese)
- Joe Paradise (Roger Biagotti)
- Ian Chandler Sheaffer (Matthew Roland)
- John Leonard Thompson (Dr Royce Peterson)
- Lou Torres (Derek)
- Christopher Evan Welch (Dr Tom Dysart)
- Mary Catherine Wright (Mme Hoffstetter)

### Épisode 14:Prime à la mort
- États-Unis : 16 février 2003 sur NBC
- France : 14 décembre 2003 sur TF1

- Matthew Arkin (Ben Gergis)
- Lauren Bone (Ginny)
- Tom Bozell (Englehart)
- Richard Byrne (Policier en uniforme)
- Ken Cheeseman (Léo Gergis)
- Nathan Corddry (Ricky Gergis)
- Isabel Glasser (Elaine Gergis)
- Steven Brian Jones (Chester)
- Mark Linn-Baker (Wally Stevens)
- Les J.N. Mau (Mark Shen)
- Dawnnie Mercado (Sophia)
- Lance Reddick (Jack Bernard)
- Kate Rigg (Inspecteur Hinson)
- Olga Sosnovska (Jeanne Marie Lofficier)
- Rose Stockton (Reuben)
- Ken Triwush (Jim Deaver)

### Épisode 15:Le Doute
- États-Unis : 2 mars 2003 sur NBC
- France : 13 septembre 2003 sur TF1

- Williams H. Burns (Spence)
- Terri Colombino (Chantal Fielding)
- Jim Frangione (Inspecteur Sims)
- Michael Genet (Feingold)
- Kevin Rahsaan Grant (Monty Lawrence)
- Rachel Hardin (Naomi)
- Christine Jones (Laura Dietrich)
- Deborah LaCoy (Jane Stevens)
- Jeffrey LaMar (Nishan Fitzwilliam plus âgé)
- Anne Lange (Myra Reynolds)
- Jacqueline Mazarella (Lisa Russo)
- Neil Schwary (Patron)
- Stephen Singer (Avocat de Dietrich)
- Mike Starr (Ted Marston)
- Adam Storke (Mark Dietrich)
- Bruce Ward (Inspecteur Al Russo)
- Jade Yorker (Nishan Fitzwilliam jeune)

### Épisode 16:Mauvaise carte
- États-Unis : 9 mars 2003 sur NBC
- France : 27 septembre 2003 sur TF1

- Sidne Anderson (Sally Haimes)
- Mark Azarcon (Ike)
- Malcolm Barrett (Ahmal)
- Lisa Branch (Jaqueetha 'JC')
- Loreni Delgado (Gloria Escobar)
- Tibor Feldman (Jack Duvall)
- Joel Grey (Milton Winters)
- Cady Huffman (Pam Winters)
- Alvin Ing (Dr Chang)
- Peter Marx (Milt Winters, Jr.)
- Yvette Mercedes (Juanita)
- Sean Nelson (Taye Powers)
- Clifton Powell (Dempsey Powers)
- Nick Raio (Gardien de la chambre de remise en liberté)
- Al Sachs (Le policier qui tire)
- Steve Scionti (Tony Sirvino)
- Jefferson Slinkard (Winston Malik)
- Oliver Solomon (Solomon)

### Épisode 17:Sans froid ni loi
- États-Unis : 30 mars 2003 sur NBC
- France : 20 septembre 2003 sur TF1

- Leslie Hendrix (Dr Elizabeth Rodgers)
- Tom Atkins (Roy Monahan)
- John Benoit (Lyndon)
- Myra 'Dakota' Bown (Risa)
- Donna Davis (Grace)
- Jamie Day (Karen)
- Jay Goede (Nicholas Durning)
- Donald Grody (Morris Guardino)
- Wendy Hoopes (Katie Guardino)
- William Langan (Randolph Kittridge)
- Iris Little-Thomas (Juge Lucinda Flynn)
- Robert Lupone (Nelson Broome)
- Deirdre Madigan (Maureen Kittridge)
- Aedin Moloney (Tracey)
- Maureen Mueller (Eloise Kittridge)
- Beth Ellen Patrick (Journaliste)
- Tim Ransom (Jack Kittridge)
- Donnell Rawlings (Dom)
- John Gould Rubin (Oliver Kersh)
- Sheila Saunders (Beth Guardino)
- Richard Seff (Dr Lang)
- Josef Sommer (Spencer Durning)

### Épisode 18:Mauvaise influence
- États-Unis : 6 avril 2003 sur NBC
- France : 11 octobre 2003 sur TF1

- Samuel Allen (Chuck)
- D.C. Benny (Eddie)
- Max Brawer (Berto)
- Paul Calderon (Jojo Rios)
- Christian Castro (Ramon)
- Tawny Cypress (Louise Iberra)
- Adrian Davila (Sami Iberra)
- Brian Adam DeJesus (Bennie Renato)
- Catrina Ganey (Maxine Dupuis)
- Suzanne Grodner (Jennie Gray)
- Tim Kang (Murakami)
- Andres Munar (Frankie Marino)
- Marcos Muniz (Enrisue Iberra)
- Samantha Perez (Tina Iberra)
- Patrick Rameau (Lucien Dupuis)
- Lucas Caleb Rooney (Lawrence)
- Ted Sod (Anthony Marino)
- Joy Styles (L'infirmière Taylor)
- Jaime Tirelli (Jimmy Ramirez)

### Épisode 19:Un père encombrant
- États-Unis : 27 avril 2003 sur NBC
- France : 30 novembre 2003 sur TF1

- Freddy Bastone (Craig Batchelder)
- Ed Blunt (Ogilvey)
- Kevin Breznahan (en) (Lewis)
- Robertson Carricart (Keith Brown)
- Robert Chan (Willie Chai)
- Dennis Christopher (Roger Coffman)
- Teddy Coluca (Gaydos)
- Paul Dooley (Stan Coffman)
- Marcia Haufrecht (Erin Finnoff)
- Emanuel Loarca (Employé de l'entrepôt)
- Liz Morton (Kate Finnoff)
- Stephen Peabody (Mark)
- David Pittu (O'Leary)
- Alice Spivak (Mme Wing)
- Rick Alan Walter (Reggie)

### Épisode 20:Mauvaise pioche
- États-Unis : 4 mai 2003 sur NBC
- France : 16 novembre 2003 sur TF1

- Ismail Bashey (Yossi Almaliakh)
- Larry Block (en) (Frank Kastner)
- Angela Christian (Kerry Harris)
- Jason Cornwell (Tomas Ramon)
- Colleen Hawks (Vendeuse)
- Ian Kahn (Ken Harris)
- Laurie Kennedy (Eileen Kray)
- Jon Korkes (Ralph Bannerman)
- Keith Powell (Gregg Monroe)
- Charlie Sandean (Inspecteur Grunier)
- D.J. Sharp (Cooley)
- Lou Sones (Caissier)
- Charles Stransky (Klemmer)
- Kevin Sussman (Phil Hobart)
- Olivia Swan (Penny Chai)
- Yvonne Woods (Amy Wittlin)
- Travis Wright (Delgado)

### Épisode 21:Au nom de la tradition
- États-Unis : 11 mai 2003 sur NBC
- France : 23 novembre 2003 sur TF1

- Lyric Marie Benson (Tanya McFadden)
- Terry Donnelly (Trina Devlin)
- Mark Kachersky (Officier Wallach)
- Dave Konig (Ted Morgan)
- Ron Megown (Carroll)
- Jeremiah Miller (Paul Bryce)
- Sally Murphy (Lane Devlin)
- Tom Noonan (Malcolm Bryce)
- Greg O'Donovan (Liam)
- Brendan O'Malley (Evan Devlin)
- Angela Reed (Ann Devlin LAwson)
- Sean Patrick Reilly (Aidan Devlin)
- Janelle Anne Robinson (Marcia Wolter)
- William Sadler (Kyle Devlin)
- Gayton Scott (Janet Bryce)
- Bernie Sheredy (Colin Brennan)
- Adam Sietz (Inspecteur Maisel)
- Kelly Singer (Fiona Devlin)
- Peter Von Berg (Mike Billings)
- Jason Weston (Matty)

### Épisode 22:Pulsion animale
- États-Unis : 18 mai 2003 sur NBC
- France : 4 octobre 2003 sur TF1

- Madeleine Blake (Melissa Davis)
- Jessica Chollet (Infirmière)
- Leslie Cohen (II) (Janice Davis)
- Bill Cwikowski (Sergent Timmins)
- Izzy Flores (Xavier Cabezas)
- Marin Ireland (Angie Hutchinson)
- Kali Karagias (Angel Ferrante)
- Carrie Preston (Megan Colby)
- Laura Regan (Tish Van Der Wahl)
- Peter Rini (Billy Davis)
- Todd Stashwick (Dr Scott Borman)
- James Urbaniak (Dr Roger Stern)
- Katherine Wallach (Dr Patty Kantor)
- Gameela Wright (Amanda Giles)

### Épisode 23:Vengeance à retardement
- États-Unis : 18 mai 2003 sur NBC
- France : 4 octobre 2003 sur TF1

- Olivia d'Abo (Nicole Wallace)
- Adriana Demeo (Marianna)
- David Green (Stymington)
- Keith Jochim (Juge Burbank)
- Robert C. Kirk (Chef des inspecteurs)
- Johnnie Mae (Mme Edwards)
- Lou Martini Jr. (Inspecteur Akhrass)
- James McCaffrey (Dr Dan Croydon)
- Conan McCarty (Richard)
- Sean Meehan (Boden)
- Cynthia Corsilles O'Keefe (Journaliste #2)
- Carl Palmer (Lt Hendricks)
- Nicole Pappas (Journaliste #1)
- Richard Joseph Paul (Gavin Haynes)
- Susan Porro (Connie Matson)
- Patrick Quinn (Avocat de Croydon)
- Michael Rogers (Mitch Nolan)
- Laura Sametz (Frank Swinton)
- Ron Scott (Inspecteur Strick)
- Lee Sellars (Nelson)
- Keong Sim (William Suan)
- Greg Wood (Gary)